# Pannonie inférieure
103 ap. J.-C. – IIIe siècle
Entités précédentes :
- Pannonie

Entités suivantes :
- Pannonie seconde (en)
- Pannonie-Valeria

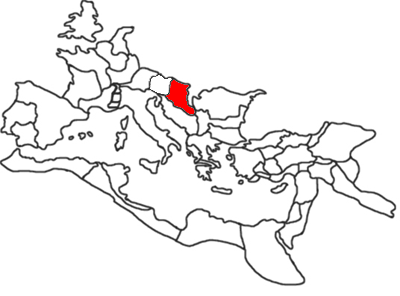
La Pannonie dans l'Empire romain vers 120 ap. J.-C.

La Pannonie inférieure est une ancienne province romaine incluse dans la Pannonie, divisée en deux par l'empereur Trajan vers 105 ap. J.-C. :
- la Pannonie supérieure à l'ouest.
- la Pannonie inférieure à l'est.

Ces qualificatifs sont déterminés par le sens du cours du Danube.

## Histoire

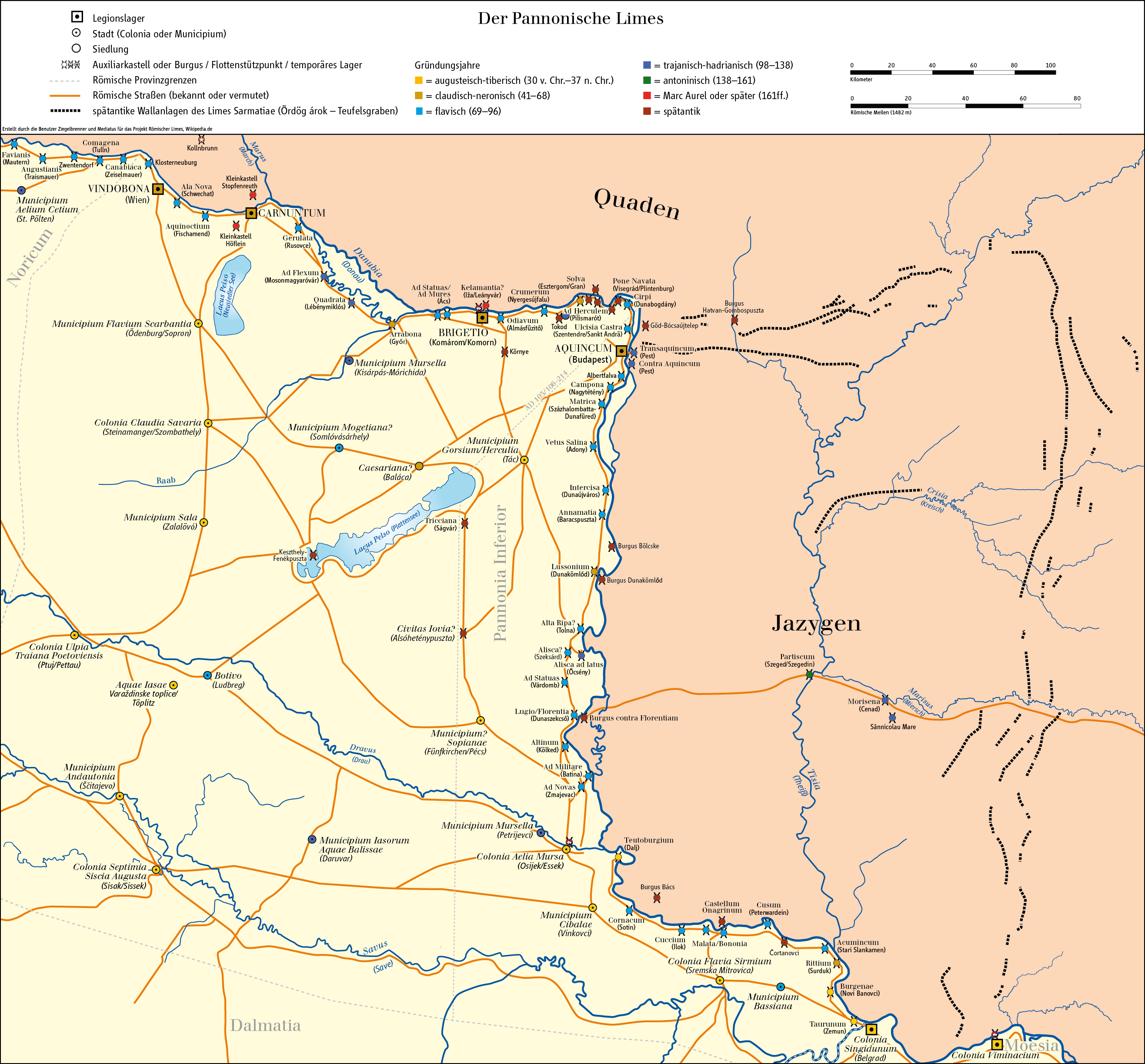
Limes de Pannonie

## Localisation

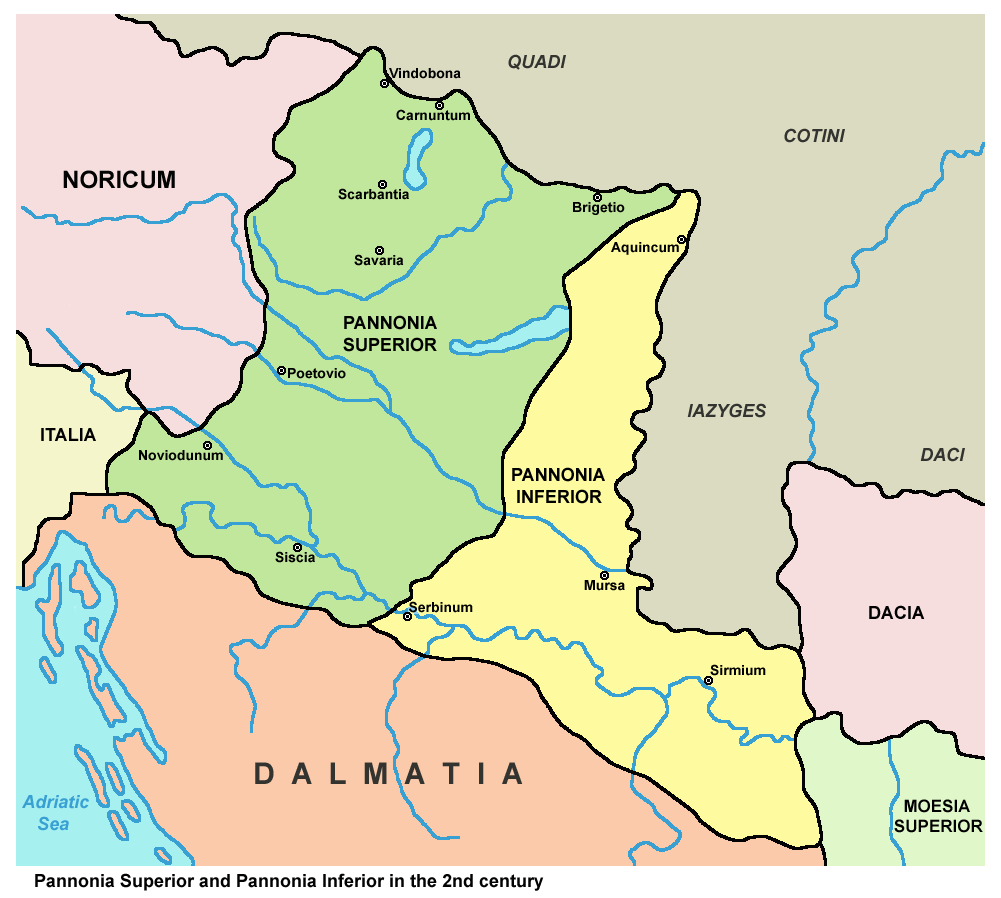
La Pannonie inférieure en jaune

Elle incluait une partie de la Hongrie actuelle, ainsi que de la Serbie, de la Croatie et de la Bosnie-Herzégovine.

## Cités
- Acumincum (aujourd'hui Stari Slankamen, Serbie)
- Aquincum (aujourd'hui Budapest, Hongrie)
- Certissa (aujourd'hui Đakovo, Croatie)
- Cibalae (aujourd'hui Vinkovci, Croatie)
- Cuccium (aujourd'hui Ilok, Croatie)
- Marsonia (aujourd'hui Slavonski Brod, Croatie)
- Mursa (aujourd'hui Osijek, Croatie)
- Sirmium (aujourd'hui Sremska Mitrovica, Serbie)
- Sopianae (aujourd'hui Pécs, Hongrie)